# Trelegemeproblemet
 Der er for få eller ingen kildehenvisninger i denne artikel, hvilket er et problem. Du kan hjælpe ved at angive troværdige kilder til de påstande, som fremføres i artiklen.

Trelegemeproblemet går ud på at bestemme bevægelsen af tre legemer (eller flere) med næsten samme masse, som gensidigt påvirker hinanden med en kraft. I de fleste tilfælde tænker man på tyngdekraften mellem legemerne. Bortset fra visse specialtilfælde er problemet uløseligt.
I de fleste tilfælde skal man over i kaosteoriens verden for at finde en "løsning". Her kan man ikke regne med eksakte værdier. En metode bruger iterationer, eller numerisk integration. Man opskriver differentialligninger for legemerne, og angiver deres starttilstand samt en værdi delta-t (skridtstørrelsen). Man beregner legemernes tilstand (position, hastighed og acceleration) efter delta-t t. Dette gentages indtil man tilfredsstillende har beskrevet den bevægelse man ønskede. Delta-t angiver på sin vis præcisionen af resultatet. Jo mindre delta-t-værdi man har, des mere præcist bliver resultatet. Sagt på en anden måde kan man selv bestemme hvor præcist man ønsker sit resultat, men man kan aldrig regne eksakt.
Pga. stor følsomhed i de tre legemers starttidspunkt i udregningerne (kaos) vil præcisionen automatisk blive lavere og lavere alt efter hvor langt frem i tid man regner. Det er et tilsvarende problem, hvis legemerne har en høj hastighed. Dette kan løses ved at bruge en variabel delta-t, som afhænger omvendt proportionalt af legemernes hastighed.

## Et eksempel
Et eksempel på trelegemeproblemet kan være de tre legemer vi alle kender: Jorden, Solen og Månen. Man kan simplificere problemet betydeligt ved at fastholde f.eks. Jorden og Solen i bestemte positioner, og kun lade Månen bevæge sig. Desuden kan man nøjes med at regne i to dimensioner. Trods dette vil man med den rette start-placering og -hastighed af Månen kunne opnå et system med kaotisk natur.
I den virkelige verden er Solsystemets planeter og måner i forhold til Solen dog meget forudsigelige, fordi solen har en meget stor masse i forhold til planeterne og den derfor med rimelig nøjagtighed kan regnes som ubevægelig i forhold til solsystemets andre legemer. Men det går kun for en vis endelig nøjagtighed; i detaljen vil banerne være overlejret med lidt kaosbevægelse.

## Problemet i den virkelige verden
Et er teori, noget andet praksis. Trelegemeproblemet er dog ikke kun teoretisk. Som der er antydet ovenfor er det muligt at finde en tilfredsstillende løsning, men det kræver mange og meget komplekse udregninger. Man er tvunget til at bruge meget regnekraft, hvis man vil have løsningen inden for en rimelig tid.
Der findes matematiske metoder til at optimere numerisk integration. Den ovenfor beskrevne metode er den mest simple af dem alle, også kendt som Newtons løsning. En langt mere præcis og udbredt metode er Runge-Kutta. Den findes i forskellige ordener af stigende præcision. Meget brugt er RK4 og RK6 (4. og 6. orden).
I Danmark har især Elis Strömgren (1870-1947) beskæftiget sig med problemet.